# Байдібек (Шуський район)
Байдібе́к (каз. Бәйдібек) — село у складі Шуського району Жамбильської області Казахстану. Адміністративний центр Дулатського сільського округу.
У радянські часи село називалося імені Кірова.
Населення — 636 осіб (2021; 653 у 2009, 640 у 1999, 800 у 1989).